# Spodnja Slivnica
Spodnja Slivnica je naselje v Občini Grosuplje. V naselju stoji cerkev Svetega Petra in Pavla. Mimo pelje železniška proga Grosuplje - Kočevje. Nad naseljem se dviga hrib Gradišče (486 m), do katerega vodi označena pešpot. Kraj je ob delavnikih z Grosupljem povezan z redno lokalno avtobusno linijo.
Šteje 566 prebivalcev in leži na severozahodnem delu griča Gradišče (486 m n.m.) na južnem delu Grosupeljske kotline. Leži v bližini zaselka Podlom in potoka Podlomščice, ki ima delno omokriščeno strugo. Na južnem delu Gradišča je zaselek Zavrh. Ob Gradišču so našli sledove prazgodovinskega naselja in zelo veliko grobov. Veliko ostankov je v Narodnem muzeju Dunaj. Domnevajo, da je ostalo veliko grobov pod cerkvijo Sv. Petra in Pavla. Je  večje gručasto naselje v bližini Grosuplja.
Lokalno prostovoljno gasilsko društvo Spodnja Slivnica je bilo ustanovljeno leta 1924.